# حمام بزرگ (فیلم ۲۰۱۸)
حمام بزرگ (فرانسوی: Le Grand Bain‎) یک فیلم در ژانر کمدی به کارگردانی ژیل للوش است که در سال ۲۰۱۸ به نمایش درآمد.

## چکیده داستان
هفت مرد از نسلهای مختلف که بر اثر ناهنجارهای زندگی (مانند: افسردگی، شکست حرفه ای یا خانوادگی ...)  آسیب دیده اند، با شرکت جستن در تیم شنای موزون دوباره میل به زندگی پیدا می کنند. در مسابقات مقدماتی جام جهانی که در نروژ برگزار می شود، آنها زیر نظر دو مربی قهرمان پیشین به نامهای دلفین، الکلی و آماندا، یک ورزشکار از کمر و پایین تنه فلج، به تمرین و مسابقه برای آمادگی می پردازند.

## بازیگران
- ماتیو آمالریک
- گیوم کنه
- بنوآ پولورد
- ژان-اوگ آنگلاد
- فیلیپه کاتینه
- ویرژینی افیرا
- لیلا بختی
- مارینا فوا
- ملانی دوته
- ژونتان زکی
- کلر نادو
- نوئی آبیتا
- فلیکس موآتی